# Rhythm of the night (nummer van DeBarge)
Rhythm of the night is een nummer van de Amerikaanse groep DeBarge en is afkomstig van hun vierde studioalbum album Rhythm of the night uit 1985. Op 23 februari dat jaar werd het nummer eerst in de VS en Canada op single uitgebracht. In maart volgde Europa en in april Australië, Nieuw-Zeeland, Zuid-Afrika, Mexico, Latijns Amerika en de Filipijnen.

## Achtergrond
De band speelde voornamelijk rhythm-and-blues, maar werd door hun platenlabel gevraagd meer richting dansmuziek op te schuiven. Diane Warren schreef het nummer en Richard Perry (bekend van Pointer Sisters) was muziekproducent. Rhythm of the night klonk meer in de richting van Lionel Richie met All Night Long.
Een van de gebroeders DeBarge, El DeBarge, zou in de zomer van 1986 een nog grotere hit scoren met Who's Johnny?.
De plaat werd in een aantal landen een hit en behaalde in thuisland de VS de 3e positie in de Billboard Hot 100. In Canada en Nieuw-Zeeland werd eveneens de 3e posite bereikt, Australië, Zuid-Afrika en Ierland de 5e, Frankrijk de 50e, Duitsland de 19e, Oostenrijk de 5e, Zwitserland de 24e, de Eurochart Hot 100 de 7e en in het Verenigd Koninkrijk de 4e positie in de UK Singles Chart.
In Nederland was de plaat op maandag 25 maart 1985 de 264e AVRO's Radio en TV-Tip op Hilversum 3 en werd een radiohit in de destijds drie landelijke hitlijsten op de nationale publieke popzender. De plaat bereikte de 11e positie in de Nationale Hitparade en piekte op de 4e positie in zowel de Nederlandse Top 40 als de TROS Top 50. Ook in de Europese hitlijst op Hilversum 3, de TROS Europarade, werd de 4e positie behaald.
In België bereikte de plaat de 7e positie in zowel de voorloper van de Vlaamse Ultratop 50 als de Vlaamse Radio 2 Top 30. In Wallonië werd géén notering behaald.
In de sinds december 1999 jaarlijks uitgezonden NPO Radio 2 Top 2000 van de Nederlandse publieke radiozender NPO Radio 2 stond de plaat tot nu toe uitsluitend in 1999 en 2000 in de lijst der lijsten genoteerd, met als hoogste notering een 1857e positie in 2000.

## Hitnoteringen

### Nederlandse Top 40
| Positie: | 33 | 21 | 13 | 8 | 7 | 4 | 4 | 5 | 11 | 17 | 26 | uit |

### Nationale Hitparade
| Positie: | 25 | 18 | 12 | 11 | 12 | 16 | 20 | 28 | 28 | 31 | 48 | uit |

### TROS Top 50
Hitnotering: 04-04-1985 t/m 20-06-1985. Hoogste notering: #4 (1 week).

### TROS Europarade
Hitnotering: 09-05-1985 t/m 06-06-1985. Hoogste notering: #4 (1 week).

### Vlaamse Radio 2 Top 30
| Positie: | 14 | 7 | 10 | 9 | 7 | 15 | uit |

### Vlaamse Ultratop 50
| Positie: | 32 | 18 | 12 | 8 | 8 | 7 | 7 | 14 | 19 | 38 | uit |

### NPO Radio 2 Top 2000
| Nummer met noteringen in de NPO Radio 2 Top 2000 | '99  | '00  |
| ------------------------------------------------ | ---- | ---- |
| Rhythm of the Night                              | 1926 | 1857 |

1. ↑  Een vetgedrukt getal geeft de hoogste notering aan.
2. ↑  Deze tabel is bijgewerkt tot en met de meest recente editie (2024).